# Troy Middleton
 (mars 2014).
Si vous disposez d'ouvrages ou d'articles de référence ou si vous connaissez des sites web de qualité traitant du thème abordé ici, merci de compléter l'article en donnant les références utiles à sa vérifiabilité et en les liant à la section « Notes et références ».
Le général Troy Houston Middleton (12 octobre 1889-9 octobre 1976) est un militaire américain qui a participé à la Première Guerre mondiale comme officier (major, puis lieutenant-colonel, puis colonel), et comme général à la Seconde Guerre mondiale en Italie et en France.

## Biographie: présentation générale résumée
Le lieutenant-général Troy Houston Middleton était un éminent soldat-éducateur qui a servi de  commandant de corps d'armée en Europe, lors de la Seconde Guerre mondiale et plus tard comme président de la Louisiana State University (LSU). Enrôlé dans l'armée des États-Unis en 1910, Middleton a atteint le grade de colonel en 1918, devenant le plus jeune officier de ce rang dans le corps expéditionnaire américain. Pendant la Première Guerre mondiale, Middleton commanda au combat et reçut le Distinguished Service Medal pour ses actions dans l'Offensive Meuse-Argonne.
Après la Première Guerre mondiale, Middleton a servi à l'École d'infanterie de l'armée américaine de Fort Benning, au commandement et à l'état-major général, à l'école de Fort Leavenworth, l'Army War College de Washington et en tant que commandant des Cadets à LSU. Il se retira de l'armée en 1937 pour accepter une offre en tant que doyen de l'Administration à la LSU dont il devint plus tard le vice-président exécutif.
Rappelé au service au début de 1942, Middleton commanda la 45e division d'infanterie pendant la bataille de Sicile et celle de Salerne en Italie, puis en mars 1944 il fut nommé commandant du VIIIe corps d'armée américain, se montrant un chef brillant lors de l'Opération Cobra et lors de la Bataille des Ardennes.
À nouveau retraité de l'armée américaine en 1945, Middleton retourne à la Louisiana State University et en 1951 est nommé à la présidence de l'université, un poste qu'il a occupé pendant 11 ans. Middleton a continué à servir fréquemment comme consultant de l'armée américaine. Il résidait à Baton Rouge, Louisiane, jusqu'à sa mort en 1976 et ses restes ont été inhumés dans le cimetière national de Baton Rouge. La bibliothèque de la Louisiana State University porte son nom.

## Son rôle en France pendant la Première Guerre mondiale

### De Calais à la deuxième bataille de la Marne
Faisant partie du Corps expéditionnaire américain envoyé en France, Troy Middleton est officier de la 4e Division américaine, dont la première mission en France était d'être une unité de réserve pour les Britanniques, juste au sud de Calais. Lorsque l'Allemagne commence une offensive au nord de Paris, la 4e est déplacée en train et envoyée sur les rives de la Marne, environ à trente-cinq kilomètres à l'ouest de Château-Thierry, devant une unité de réserve pour la 42e division britannique. À la fin de juillet 1918, Middleton, promu major, déplace le 7 juin 1918 son premier bataillon pour soutenir le 167e régiment de la 42e division. Dans l'opération suivante, appelée la seconde bataille de la Marne, quatre jours de combats intenses ont lieu contre les troupes prussiennes de la 4e division de la Garde. Alors que les Allemands vétérans se sont battus avec détermination, les Américains ont réussi à les repousser environ vingt kilomètres, mais à un coût considérable, plus d'un soldat américain sur quatre tomba lors de ces combats.
Lorsque la 4e Division fut relevée, elle est envoyée dans la région de Saint-Mihiel assurer un rôle de soutien logistique, compliqué par l'exigence de convoyer le matériel de nuit, tiré par cheval et mulet. Cette vaste entreprise de logistique fut une expérience qui servira à Middleton par la suite pendant la Seconde Guerre mondiale. Après Saint-Mihiel, l'unité a été déplacée à Verdun, où des centaines de milliers de Français et d'Allemands s'étaient précédemment battus en 1916 lors de la bataille de Verdun. Ce sera le dernier engagement majeur dans cette guerre pour Middleton, qui fut promu lieutenant-colonel le 17 septembre 1918, juste avant le début de l'Offensive Meuse-Argonne.

### L'offensive Meuse-Argonne
La 4e Division, sur ses propres moyens pour la première fois de la guerre, se voit attribuer un front d'environ 3 kilomètres de large, en sandwich entre deux divisions françaises chevronnées, à une douzaine de kilomètres de Verdun. Le lieutenant-colonel Middleton dirige l'attaque américaine du 26 septembre 1918. Ce jour-là, les troupes américaines avancent de 8 kilomètres et percent les défenses allemandes, après quoi le 47e Régiment d'infanterie est chargé de conserver les nouvelles positions conquises. Le 11 octobre 1918, il reçoit le commandement du 39e Régiment d'Infanterie, et la plupart des membres de son régiment sont victimes d'une attaque au gaz. Vers 1 heure du matin, Middleton doit trouver son chemin vers le siège de la 39e division d'infanterie et préparer la bataille à l'aube. Peu avant 07h30, Middleton dirige son nouveau régiment dans le territoire tenu par l'ennemi en utilisant une tactique appelée "feu de marche", où toutes les troupes tirent en permanence tout en se déplaçant à travers les bois sur près de 2 kilomètres. Ce qui oblige la plupart des soldats allemands cachés dans des tranchées à se rendre, et permet à la 4e Division de s'installer au bord de la Meuse. Trois jours après avoir pris le commandement de la 39e division d'infanterie et deux jours après son vingt-neuvième anniversaire, Middleton est promu au grade de colonel, devenant le plus jeune officier de la Force expéditionnaire américaine à atteindre ce rang. Il a également reçu le Distinguished Service Medal pour sa performance exceptionnelle dans cette bataille.
Le 19 octobre 1918, la 4e Division fut retirée du front après 24 jours de contact continu avec l'ennemi, la plus longue période ininterrompue de combat pour toute division américaine pendant la guerre. Middleton reçut alors le commandement de son ancien régiment, le 4e. Au début de novembre 1918, il relève une division afro-américaine dans les environs de Metz et se préparait à chasser les défenseurs allemands bas de la partie aval de la vallée de la Moselle en France. L'attaque ne fut pas déclenchée car le 10 novembre, Middleton reçut des nouvelles confidentielles l'informant de l'imminence de l'armistice.

#### L'occupation de l'Allemagne
Après l'armistice du 11 novembre 1918, la 4e Division rejoint l'Allemagne en tant que force d'occupation dans la région de Coblence, le 47e régiment commandé par Middleton ayant comme destination finale la ville d'Adenau, à une cinquantaine de kilomètres à l'ouest de Coblence. Le voyage par la route dura quinze jours, sous une pluie presque incessante et à la fin sous une tempête de neige, Middleton ne parvenant à Adenau que le 15 décembre 1918. Une fois à Adenau, le régiment est dispersé dans de nombreux villages de la région, tandis que le colonel Middleton séjourne dans une grande maison à Adenau, cohabitant avec les propriétaires. Pendant le séjour à Adenau, le 47e a poursuivi son entraînement, Middleton fit construire un champ de tir. Middleton visitait ses troupes, étant à cheval la majeure partie de la journée. Au début de mars 1919, après près de quatre mois à Adenau, le 47e régiment fut déplacé dans la région de Remagen sur le Rhin.
À Remagen le 47e Régiment reçut la mission de garder le pont Ludendorff sur le Rhin (vingt-cinq ans plus tard le 47e régiment se vit à nouveau confier la garde de ce pont à la fin de la Seconde Guerre mondiale). Le 47e régiment resta à Remagen jusqu'au milieu de l'été 1919, moment où ce régiment fut rapatrié aux États-Unis, partant de Brest vers la mi-juillet. Il fut ensuite affecté à Camp Benning, en Géorgie, pour former la première faculté de l'École d'infanterie en cours d'installation.

## Le rôle du général Troy Middleton pendant la Seconde Guerre mondiale
Ayant pris sa retraite de l'armée en 1937, le 20 janvier 1942 Troy Middleton reprend son service militaire actif : il est affecté à un régiment de formation au Camp Wheeler, en Géorgie.

### À la tête de la45eDivision d'infanterie

L'insigne de la d'infanterie américaine

Promu général de brigade, Troy Middleton  est nommé à la 45e division d'infanterie, composée principalement de soldats de l'Oklahoma, mais aussi pour certains du Colorado, de l'Arizona et du Nouveau-Mexique, dont il reçoit le commandement de la division avec une promotion au grade de major général à la fin de l'été. La 45e division s'entraîne à Cape Cod (Massachusetts), puis pendant l'hiver 1942-1943 à Camp Pine, dans l'état de New-York par grand froid et sous la neige, puis à partir de février 1943 à Camp Pine Camp Virginie.

### Le débarquement en Sicile (Opération Husky)

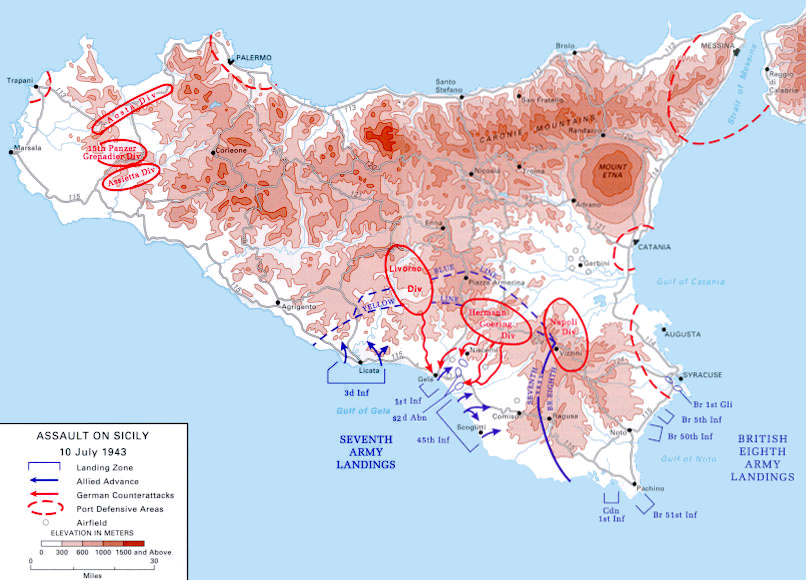
Carte de l'Opération Husky en Sicile

En avril 1943, Middleton est envoyé au Maroc pour commencer à préparer, auprès du général George Patton le débarquement en Sicile de la septième armée américaine. La 45e division américaine (composée de trois régiments d'infanterie, les 157e, 179e et 180e, et de nombreuses autres troupes) toujours commandée par Middleton, est incorporée, ainsi que la Première division américaine d'infanterie, la Troisième division américaine d'infanterie et un élément de la 82e division aéroportée américaine, au deuxième corps d'armée américain dirigé par le général Omar Bradley, lui-même placé sous le commandement de la Huitième armée britannique sous les ordres du général Bernard Montgomery.
Le départ d'Oran a lieu le 4 juillet 1943, la traversée par une mer forte durant six jours. Le 10 juillet 1943 le débarquement commence près de la ville de Scoglitti, au sud-ouest de la Sicile; la 45e division a pour consigne de prendre les deux aérodromes de Comiso (ce qui est fait le jour même) et de Biscari (pris 3 jours plus tard). Ensuite la 45e division combat les troupes allemandes et italiennes dans la partie nord de la Sicile, les premiers éléments de la 45e division atteignent le littoral nord de l'île le 23 juillet 1943 à huit kilomètres  à l'est de Termini Imerese, atteignant Santo Stefano di Camastra le 30 juillet 1943. Pendant la campagne de Sicile, la 45e division a fait 11 000 prisonniers. La division est relevée et prend du repos en août 1943.

### Le débarquement et les combats en Italie continentale

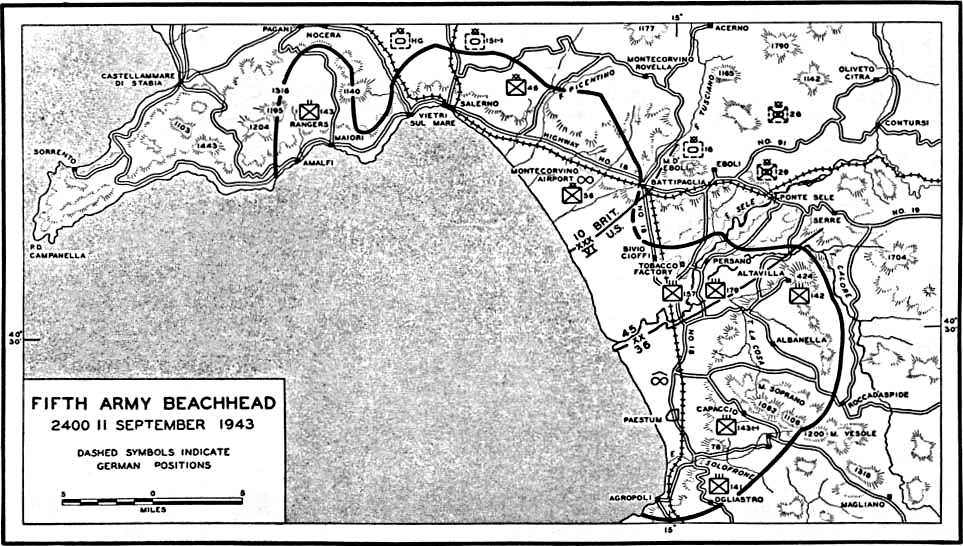
Carte de la ligne de front aux environs de Salerne le 11 septembre 1943

La 45e division est l'une des huit divisions du major général Ernest Dawley du VIe Corps d'armée américain, dans la cinquième armée commandé par le lieutenant-général Mark Wayne Clark ; le plan prévoyait le débarquement des forces alliées dans les environs de Salerne, en Italie, à environ 370 kilomètres au nord de la Sicile.
Les premiers débarquements des Alliés se produisent le 9 septembre 1943 sur une plage près de Salerne; deux régiments de la 45e division d'infanterie de Middleton les 157e et 179e, atterrissent le lendemain; l'autre régiment de la division, le 180e, allait atterrir à un point différent et être mis en réserve par le général Clark. Middleton est responsable pendant dix miles de la tête de pont sur une largeur d'environ 17 kilomètres entre le 10e corps d'armée britannique et la 36e division d'Infanterie américaine. Après des combats difficiles pour maintenir ses positions, la 45e division commence à avancer dans le centre de la botte italienne, placée à l'extrême-droite de la Ve armée américaine, aux côtés de la VIIIe armée britannique. La 45e division prend Oliveto et Quaglietta (en) le 24 septembre 1943 après des combats intenses et Bénévent le 3 octobre 1943. Le 21 octobre, la division est mise en corps de réserve, après six semaines d'action ininterrompue.
En novembre 1943, Troy Middleton est hospitalisé à Naples, puis à Walter Reed (États-Unis) pour soigner une vieille et mauvaise blessure à un genou contractée en jouant au football. Alors que Middleton était à Walter Reed, le général Eisenhower au général Marshall qu'il avait vraiment besoin de Middleton de retour à l'étranger. Reconnaissant la difficulté de Middleton avec ses genoux, Eisenhower a dit : « je ne m'en fous de ses genoux... Je veux sa tête et son cœur et je vais l'emmener dans la bataille sur une litière, si nous devons ».

### À la tête duVIIIecorps d'armée américain
Désormais accompagné d'un kinésithérapeute, Troy Middleton est alors nommé au commandement du VIIIe corps d'armée américain en décembre 1943 en Angleterre. Pour tromper les Allemands, il éloigne le siège du VIIIe corps d'armée américain, situé jusque-là à Kidderminster, à environ 25 kilomètres de Birmingham, près de Liverpool.
Le VIIIe corps d'armée américain est alors incorporé à la Troisième armée américaine dirigée par le général Patton (dont Troy Middleton a approuvé la nomination à ce poste lors d'une entrevue avec le général Eisenhower) en cours de formation entre mars et mai 1944. Deux semaines avant le débarquement de Normandie, le VIIIe corps d'armée américain est incorporée à la Première armée américaine dirigée par le général Omar Bradley. Son corps d'armée déménage discrètement à Southampton dans l'attente du débarquement.

### L'Opération Cobra
Le VIIIe corps d'armée américain ne fait pas partie des troupes qui débarquent le D-Day, mais commence à traverser la Manche le 11 juin 1944, débarquant près de Carentan. Ne prenant pas part aux combats permettant la libération de Cherbourg, le VIIIe corps d'armée américain avance, dans le cadre de l'Opération Cobra, en une semaine de 80 kilomètres environ à travers le sud du Cotentin, combattant difficilement en raison du bocage qui sert d'abri pour les Allemands.
Le 30 juillet 1944, le VIIIe corps d'armée américain prend Avranches, puis commence à pénétrer en Bretagne, sa 83e division prenant Saint-Malo le 17 août 1944, ce qui entraîne la capture de 14 000 Allemands.

### La libération de Brest en septembre 1944

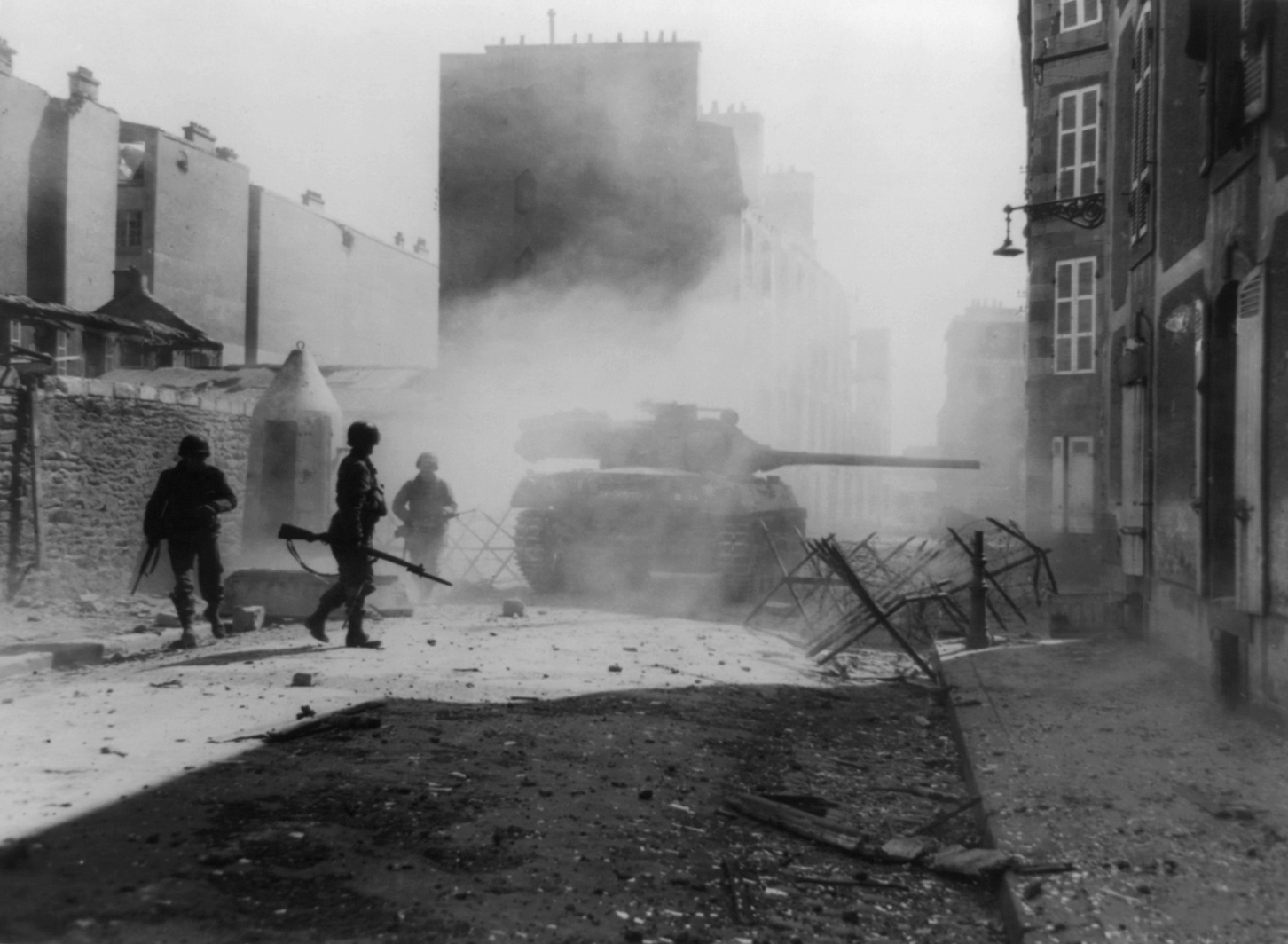
Brest en septembre 1944

Brest, qui disposait entre autres d'une importante base sous-marine, est défendue avec acharnement par trois divisions allemandes d'élite placées sous les ordres du général Ramcke. La défense de la ville était bien organisée et Troy Middleton allait en faire la conquête méthodiquement. Le Generalleutnant Hermann Ramcke fit parvenir à Middleton une carte montrant que plusieurs centaines d'américains étaient détenus dans la ville et indiquant aussi un certain nombre de croix rouges censées représenter les lieux de soins mais que les alliés savaient être des dépôts de munitions ou d'autres objectifs militaires. Middleton répondit à Ramcke qu'il ferait mieux de supprimer ces faux auxquels la Convention de Genève ne saurait s'appliquer.
La bataille de Brest fut intense et destructrice. Après deux semaines de bombardements constants et des attaques de nuit, les unités de Middleton obligèrent les Allemands à resserrer leurs positions. Le 12 septembre 1944, Middleton envoie une lettre à Ramcke lui offrant une possibilité d'arrêter l'effusion de sang, et de faire la reddition de la ville d'une façon humaine et de manière raisonnable, avec des termes de la capitulation énoncées dans la lettre. La réponse laconique de Ramcke était tout simplement : « Je dois décliner votre proposition ». Insatisfait de la réponse, Middleton ordonna à ses soldats d'« entrer dans la mêlée avec une vigueur renouvelée (...) et de finir le travail ».  Une semaine plus tard, le 19 septembre 1944, Middleton reçoit la reddition des Allemands. Son corps d'armée avait combattu sans interruption pendant 99 jours. Lors d'une cérémonie officielle, Middleton donne la ville à son maire, et le général Patton décerne le Distinguished Service Order avec feuille de chêne à Middleton pour sa conduite au cours de la campagne en Bretagne, entraînant la capture de Brest.
Les Américains ont capturé plus de 36 000 Allemands, et évacué 2000 blessés, dépassant de loin l'estimation de 10 000 Allemands donnée à Middleton par Patton avant l'opération. Ramcke fut capturé dans la presqu'île de Crozon par les troupes de la 8e Division, et demanda le commandant adjoint de division, c'est-à-dire Middleton, pour remettre sa reddition ; Ramcke apparut et tenue impeccable et avec son setter irlandais. Devant les nombreux journalistes et de photographes présents pour rendre compte de l'évènement, Ramcke commenta en anglais qu'il se sentait comme une star de cinéma. Il fut envoyé dans un camp de prisonniers de guerre à Clinton dans le Mississippi, à moins de 80 kilomètres de l'endroit où Middleton était né et avait grandi. Après la guerre, il passa du temps dans un camp de prisonniers en Angleterre, puis fut envoyé en France où il a été jugé et bientôt libéré après cinq années d'incarcération au total. Il retourna en Allemagne et entra dans le commerce du béton, poursuivant ainsi une correspondance avec Middleton pendant 15 ans après la guerre.

### La bataille des Ardennes

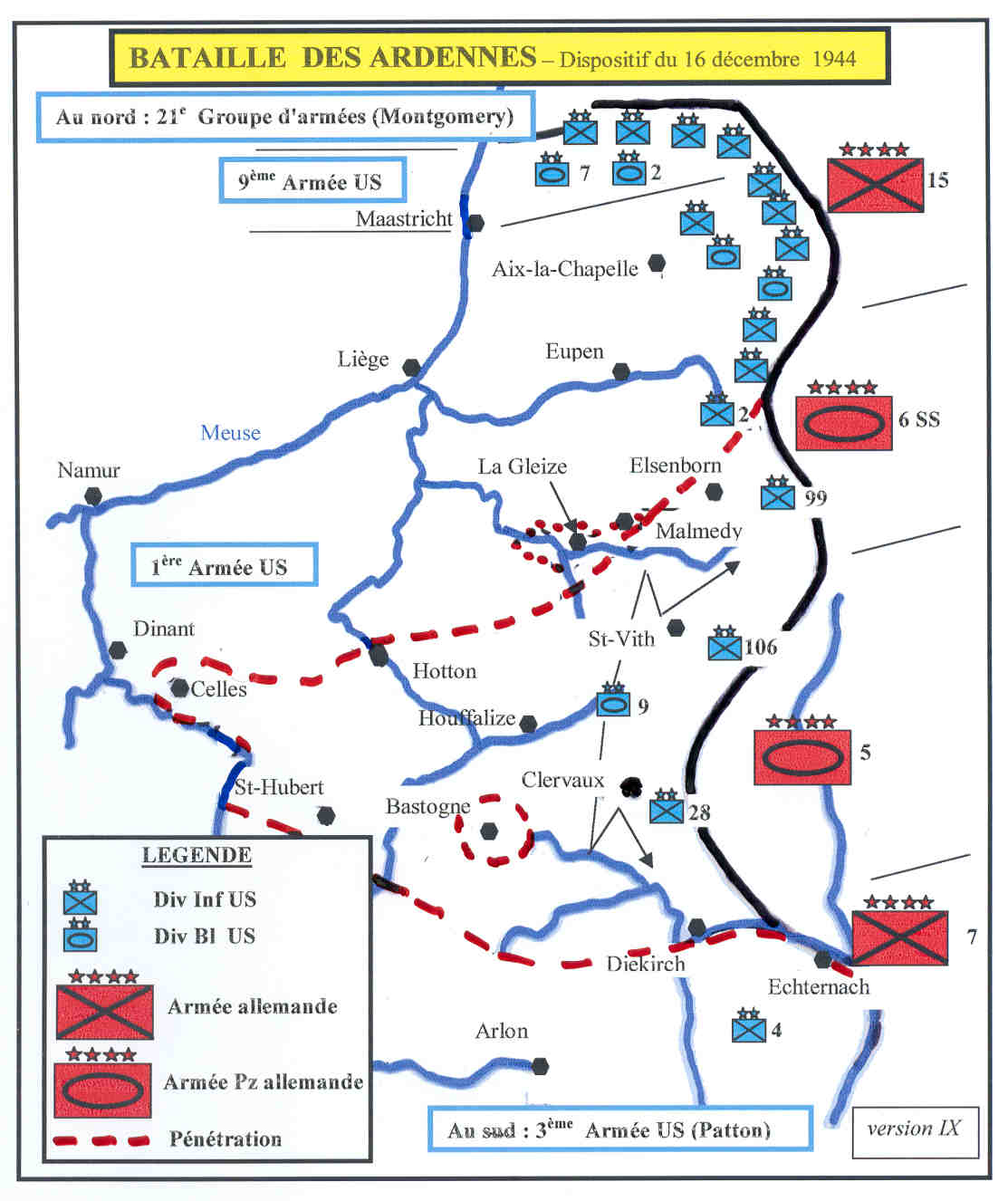
Les positions avant l'attaque des Ardennes 16 décembre 1944 : la 6e Panzer Armée SS compte neuf divisions, la 5e Panzer armée sept et la 7e armée onze

À la fin du mois de septembre 1944,  Middleton fit une promenade tranquille à travers l'est de la France jusqu'aux Ardennes, s'arrêtant en route pour visiter les champs de bataille où il avait servi avec distinction pendant la Première Guerre mondiale. Les Allemands étaient maintenant derrière une ligne passant à l'ouest de Metz, à travers le Luxembourg et à l'est des villes belges de Bastogne, Liège et Anvers. Les Alliés avaient dépassé leurs lignes d'approvisionnement et durent ralentir leur avance en raison des problèmes de ravitaillement.
Le VIIIe corps d'armée américain de Middleton se voit alors attribuer une ligne de front d'environ 80 kilomètres allant de Losheim, à la frontière belgo-allemande, au centre du Luxembourg, la 83e division américaine et le nouveau 9th Armored Division passant sous son contrôle, ainsi qu'un peu plus tard la 106e division d'infanterie américaine. Middleton avait maintenant environ 68 000 officiers et des hommes dans son corps, beaucoup étant fatigués et de nombreux étant des soldats nouveaux non habitués à combattre, le long d'un front de 130 kilomètres face à environ 200 000 Allemands qui ont été déplacés habilement sous le couvert de l'obscurité.

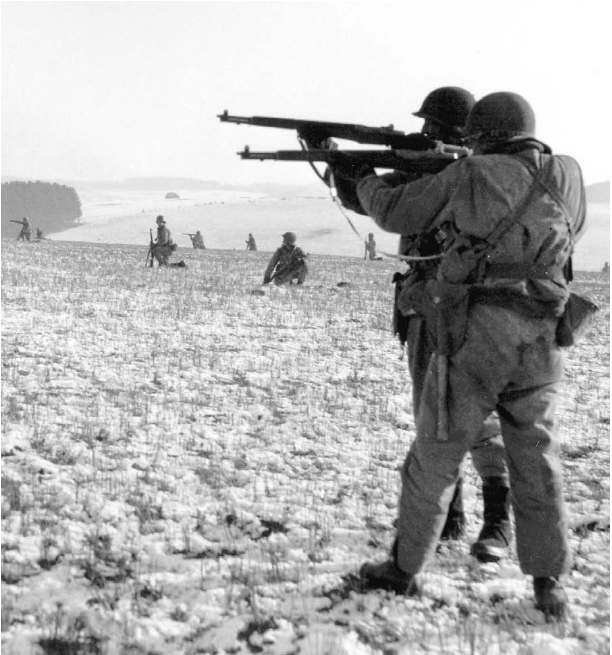
Soldats de l'infanterie américaine près de Bastogne pendant la bataille des Ardennes

Attaquant par surprise à 05h30 le samedi 16 décembre 1944, les Allemands parvinrent à percer les lignes alliées, lors de ce qui est communément appelé la Bataille des Ardennes; les Allemands avaient lancé leur grande attaque de 1940 dans la même région, avec Generalfeldmarschall Gerd von Rundstedt au commandement et ce dernier dirigeait également cette attaque. Son but était de séparer les forces américaines des forces britanniques et canadiennes, et de reprendre l'importante ville portuaire d'Anvers. En fin d'après-midi, les Allemands avaient 14 divisions en train de combattre dans les Ardennes, mais ce nombre pourrait gonfler à environ 25 divisions, avec 600 chars et 1 000 avions. La 106e division, située dans les positions les plus exposées le long de la ligne de corps, et la 28e division reçurent le choc principal de l'attaque. Middleton, dont le quartier général était alors à Bastogne, fut réveillé par un gardien et pouvait entendre les canons à partir de là. Tout au long de la journée, la 106e division fut en mesure de tenir sa position, mais d'autres unités allemandes affluèrent durant la nuit. Une grande partie de la 106e division, dirigée par le major général Alan Jones, fut faite prisonnière par les Allemands sur la rive allemande de la rivière Our dans l'Eifel, ainsi que le 110e régiment de la 28e division, dirigé par le colonel Hurley Fuller le 17 décembre 1944. Malgré ces graves déboires, la résistance opiniâtre du VIIIe corps d'armée américain a largement contribué à ralentir la contre-attaque allemande.
La ville de Bastogne, en Belgique, un carrefour de plusieurs routes principales, était devenue une cible privilégiée pour les Allemands, qui considéraient sa prise comme indispensable à leur avancée. Troy Middleton était en communication permanente avec le général Bradley au quartier général de la 12e armée américaine situé au Luxembourg, et maintint que si Bastogne pouvait bientôt être encerclée, la position pouvait être tenue. Middleton quitte Bastogne le 19 décembre 1944, et se replie dans un bâtiment scolaire de Neufchâteau, à une trentaine de kilomètres au sud-ouest de Bastogne. Les jours suivants, Bastogne fut défendue principalement par la 101e division, dirigée par le général Anthony McAuliffe avec l'aide de certains corps d'artillerie que Middleton fut en mesure de fournir. McAuliffe avait dispersé des unités dans les localités autour de Bastogne, qui supportait le poids des attaques par la Panzer Lehr Division et la deuxième division blindée allemande. À un moment donné, le 19 décembre, certaines des unités de McAuliffe ont voulu se replier, et McAuliffe a approuvé, en appelant Middleton pour son approbation. La réponse de Middleton est : « Nous ne pourrons pas tenir Bastogne si nous nous replions », et l'ordre fut donné aux unités concernées de maintenir coûte que coûte leurs positions. Le VIIIe corps d'armée est alors ramené de l'arrière.
Le 22 décembre 1944, les Allemands estimaient leur position autour de Bastogne assez forte pour envoyer un émissaire avec une note avisant les Américains de se rendre, sinon ils seraient attaqués dans l'après-midi. La fameuse réponse de McAuliffe, «  Nuts ! » (« Des noix ! ») fut renvoyée au commandant allemand. Des conditions météorologiques défavorables, des chutes de neige et un épais brouillard, freinent l'attaque allemande; le 23 décembre 1944, le retour du soleil permet à l'Air Force nine d'utiliser 240 avions pour soutenir ses troupes au sol. Au cours des trois jours suivants, les offensives allemandes sont contrées par les troupes américaines ; Troy Middleton parvient à évacuer de Bastogne les 964 soldats blessés et le 26 décembre 1944 les premiers éléments de la IVe division blindée américaine arrivent en renfort, ainsi que deux jours plus tard, la 87e division d'infanterie et la 11e division blindée américaines.
Hitler avait exigé que Bastogne soit prise à tout prix. Une nouvelle offensive allemande, dirigée par le Général der Panzertruppen (Lieutenant Général équivalent) Hasso von Manteuffel commence le 30 décembre 1944. Le 3 janvier 1945, la nouvelle "17th Airborne Division" soulage la 11e division blindée qui était en difficulté. Le temps s'aggrave (neige, froid, grésil). Les combats, acharnés, durent autour de Bastogne jusqu'au 28 janvier 1945 ; les troupes américaines parviennent à repousser les troupes allemandes à l'est de la rivière Our, retrouvant approximativement les positions du 16 décembre 1944 et ayant éliminé le saillant que l'offensive allemande avait provoqué dans leurs lignes.

### La poussée à travers l'Allemagne et la victoire
Ayant redressé la situation, le général Bradley convoqua ses commandants d'Armée et de Corps  d'armée à son quartier général. Il désirait que la Première Armée, commandée par le général Hodges avance en direction du Rhin, tandis que la Troisième Armée du général Patton serait restée sur place jusqu'à ce que la Première Armée atteigne le fleuve. Patton était très réticent à tenir en place, et interrogé sur l'opportunité de le faire. Bradley expliqua que toutes les munitions disponibles et les renforts iraient d'abord à la Première armée, puisque les deux armées ne pouvaient pas être simultanément approvisionnées. Patton accepta à contre-cœur l'explication de Bradley, mais après cette rencontre, il réunit ses trois commandants de corps d'armée, Manton S. Eddy pour le XIIe corps d'armée, Walton H. Walker pour le XXe Corps d'armée, et Troy Middleton. Il a demandé à Eddy s'il pouvait aisément prendre Trèves), à Walker s'il pouvait faire la même chose avec Bitburg et à Middleton s'il pouvait prendre Gerolstein. Les trois commandants acceptèrent tous, et atteignirent tous les trois en quelques jours leurs objectifs. Patton demamnda ensuite à Middleton de prendre avec son corps d'armée le chemin de Coblence sur le Rhin, ce qu'il fit, et le VIIIe corps d'armée atteignit le Rhin avant les premières unités de la Première Armée. Middleton ne sut jamais la réaction de Bradley à la méthode de Patton de « rester en place » !
Une fois le VIIIe corps parvenu près de Coblence, Patton prit la plupart de ses divisions pour mener une opération avec le XIIe corps d'armée plus en amont du Rhin, à Mayence, en laissant Middleton avec certaines unités du corps (surtout l'artillerie) et une seule division, la 87e d'Infanterie. Middleton demande à Patton s'il pouvait prendre Coblence avec la 87e, provoquant un éclat de rire du commandant de l'Armée. Middleton le pressa de lui laisser essayer, et avec l'approbation du commandant, il put prendre la ville, qui ne comptait que quelque 500 défenseurs. La plupart des autres troupes allemandes étaient de l'autre côté du Rhin ne voulant pas se faire piéger entre le Rhin et la Moselle.
Une fois Coblence occupé à la mi-mars 1945, le VIIIe corps se vit assigner un front d'une quarantaine de kilomètres allant de Coblence en amont jusqu'au-delà de Boppard et le célèbre monument de la Lorelei. Patton donna ensuite à Middleton les 89e et 76e divisions  pour tenter le franchissement du fleuve. Middleton choisit de traverser le Rhin près de la Lorelei, où le fleuve est étroit, rapide, et flanqué de terrain escarpé, suscitant une autre réaction de Patton. Middleton savait qu'il y aurait peu de résistance allemande à cet endroit, et il parvint  à faire traverser la 89e division entièrement au cours d'une nuit en utilisant des radeaux gonflables, puis en mettant un ponton en place tôt le matin. La 87e division tenta d'abord de traverser le Rhin à Coblence, mais, rencontrant trop de résistance à cet endroit, alla plus loin en amont près de Boppard, où leur traversée se déroula sans encombre. En deux jours, Troy Middleton avait ses trois divisions à l'est du Rhin.
À la fin de mars 1945, le VIIIe corps d'armée avança vers l'est par Eisenach et traversa la rivière Fulda. Certains des fantassins de Middleton découvrirent le camp de concentration d'Ohrdruf, en découvrant les preuves écœurantes de ce qui avait seulement transpiré jusque-là. Middleton appela Patton à venir jeter un œil, et Patton fut rejoint par Bradley et Eisenhower. Dans son journal, Patton décrit l'endroit comme « l'un des sites les plus épouvantables que je n'ai jamais vu ». Ce fut le premier camp de concentration nazi à être découvert par l'armée américaine, et Eisenhower téléphona au général Marshall pour obtenir qu'une délégation du Congrès américain vienne se rende compte afin de pouvoir témoigner ensuite. Middleton obligea les fonctionnaires de la ville d'Ohrdruf à venir voir ce qui s'était passé tout près de chez eux. Alors que chacun d'eux commença par nier avoir su ce qui se passait, le maire et sa femme se suicidèrent cette nuit-là.
Le général Patton envoya ensuite ce courrier à Troy Middleton : « Mon cher général Middleton. Encore une fois les exigences de la guerre ont séparé le VIIIe corps et la Troisième armée. Nous le regrettons tous. Aucun de nous n'oubliera jamais la bravoure avec laquelle vous et votre corps ont défendu chaque pied de terrain au cours de l'attaque de von Rundstedt. Votre décision de tenir Bastogne fut un coup de génie. Par la suite, l'avancée inexorable du VIIIe corps de la rivière Kyll jusqu'au Rhin, dans son secteur le plus difficile, entraînant dans votre marche victorieuse et rapide la rivière Mulde sont des évènements qui resteront dans l'histoire (...). S'il vous plaît, acceptez pour vous-même et transmettez aux officiers et hommes relevant de votre commandement mes sincères remerciements et mon admiration pour les succès remarquables obtenus. Puissent tous bonne fortune vous assister. Très sincèrement. GS Patton Jr., Lieut. Général, commandant la III e armée américaine. »
Le VIIIe Corps d'armée poursuivit son avance vers l'est jusque dans le courant du mois d'avril 1945, et Troy Middleton reçut l'ordre de s'arrêter entre Chemnitz et la frontière tchèque, où le corps serait en contact avec l'armée soviétique. Le problème immédiat était de traiter les nombreux prisonniers de guerre. Les Américains étaient presque submergés par le nombre d'Allemands qui voulaient se rendre à leur armée, et en dépit des ordres de ne pas prendre plus de prisonniers, des milliers d'Allemands s'infiltraient à travers les lignes du VIIIe corps pendant la nuit, essayant désespérément d'éviter d'être capturés par les Russes. Durant la dernière semaine d'avril, une unité de cavalerie russe prit contact avec Middleton. Alors que les responsables américains et russes échangeaient des invitations de déjeuner, les Russes furent très réticents pour permettre aux Américains de traverser la ligne russe, et leurs invités américains durent emprunter un itinéraire très sinueux en territoire occupé par l'armée soviétique.
Le 25 avril 1945, le général Patton écrivit une recommandation, citant Middleton : « compétences exceptionnelles tactique et détermination », sa « résistance magnifique  à la contre-attaque (...) de Von Rundstedt » et son « énergie inlassable et indéfectible d'agressivité ». Il a également envoyé une note personnelle à Middleton, représentée ici. La guerre en Europe étant presque terminée, la disposition des différentes unités fut modifiée par le commandement supérieur. Certains resteraient comme forces d'occupation en Europe, d'autres voudraient retourner aux États-Unis et certains seraient envoyés sur le théâtre du Pacifique pour continuer la lutte contre les Japonais. Les Allemands se rendirent officiellement dans le secteur américain, le 7 mai 1945, et deux jours plus tard, Patton publia son ordre du jour 98 remerciant les soldats de la Troisième Armée, passés et présents, pour leurs actions. Le 13 mai 1945, Middleton écrivit une lettre au général Bradley demandant à être libéré du service actif, une fois que ses services de combat ne sont plus nécessaires. Il demanda de retourner à la Louisiana State University avant le 1er août 1945. Il reçut aussi des compliments du général Bradley qui lui écrivit « que des hommes comme vous, Ike, Joe Collins, Hodges et d'autres ont accompli tant de choses dans cette guerre, sont disponibles pour guider l'avenir de notre armée, nous ne pouvons pas ne pas sentir l'avenir est entre de bonnes mains ».